# Daejeon Korea Ginseng Corporation
Daejeon Korea Ginseng Corporation – żeński zespół piłki siatkowej, występujący w rozgrywkach tej dyscypliny w Korei Południowej. Klub założony został w Daejeon w 1988 roku.

## Nazwy klubu
- 2004-2010 Daejeon KT&G Ariels
- 2010-2023 Daejeon Korea Ginseng Corporation
- 2023- Daejeon Jungkwanjang Red Sparks[1]

## Sukcesy
Mistrzostwo Korei Południowej:
- 2005, 2010, 2012
- 2002, 2025[2]
- 1999, 2001, 2003, 2004, 2006, 2008, 2009, 2014, 2017, 2024[3]

Puchar KOVO:
- 2009, 2018

## Obcokrajowcy w zespole
| Lata gry  | Imię i nazwisko      | Pozycja                |
| --------- | -------------------- | ---------------------- |
| 2025-     | Elisa Zanette        | atakująca              |
| 2025-     | Wipawee Srithong     | przyjmująca            |
| 2024-2025 | Vanja Bukilić        | atakująca              |
| 2023-2024 | Giovanna Day         | przyjmująca            |
| 2022-2023 | Elizabet Inneh-Varga | atakująca              |
| 2021-2022 | Jelena Mladenović    | atakująca              |
| 2019-2021 | Valentina Diouf      | atakująca              |
| 2016-2019 | Alaina Bergsma       | atakująca              |
| 2015-2016 | Hayley Spelman       | przyjmująca, atakująca |
| 2013-2015 | Joyce Silva          | atakująca              |
| 2012-2013 | Katie Carter         | atakująca              |
| 2012      | Dragana Marinković   | środkowa, atakująca    |
| 2009-2012 | Madelaynne Montaño   | atakująca              |